# Poslovni turizam
Poslovni turizam ili poslovna putovanja je složeniji i koncentrirani podskup redovnog turizma. Tijekom poslovnog turizma odnosno putovanja pojedinci i dalje rade i primaju plaću, ali to čine daleko od radnog mjesta i doma.
Neke definicije turizma isključuju poslovna putovanja. Međutim, Svjetska turistička organizacija Ujedinjenih naroda (UNWTO) definira turiste kao ljude "koji putuju i borave na mjestima izvan svog uobičajenog okruženja ne više od jedne godine zbog rekreacije, poslovnih i drugih svrha".
Osnovne aktivnosti poslovnog turizma uključuju sastanke, te sudjelovanje na konferencijama i izložbama. Unatoč terminu poslovanja u poslovnom turizmu, kada se pojedinci iz državnih ili neprofitnih organizacija bave sličnim aktivnostima, to se još uvijek pripada poslovnom turizmu.

## Značaj
Povijesno gledano, poslovni turizam čine putovanje, trošenje novca i boravak u inozemstvu, odsustvo te ima povijest dugu kao i međunarodna trgovina. Tijekom kasnog 20. stoljeća poslovni turizam se smatrao glavnom granom gospodarstva.
Prema podacima British Tourist Authority i London Tourist Board iz 1998. godine, poslovni turizam čini oko 14% svih putovanja UK ili unutar UK, te 15% turističkog tržišta unutar UK. Analiza iz 2005. sugerira da bi te brojke za UK mogle biti 30%. Sharma (2004.) citira procjenu UNWTO-a, da poslovni turizam čini 30% međunarodnog turizma, budući da se njegova važnost značajno razlikuje unutar različitih zemalja.

## Karakteristike
Prema analogiji s običnim turizmom, poslovni turizam uključuje manji dio stanovništva, s raznolikim motivima i dodatnim ograničenjima slobode izbora koja se pokušavaju nametnuti kroz poslovne koncepte. Može se pretpostaviti da će odredišta poslovnog turizma biti područja koja su značajno razvijena u poslovne svrhe (gradovi, industrijske regije i slično). Prosječni poslovni turist bogatiji je od minimalnog turista koji odlazi na odmor u svojem slobodnom vremenu, te se očekuje se da će potrošiti više novca.
Poslovni turizam možemo podijeliti na primarne i sekundarne djelatnosti. Primarne su povezane s poslom i uključuju aktivnosti kao što su savjetovanje, inspekcije i prisustvovanje sastancima. Sekundarni su povezani s turizmom ( slobodno vrijeme ) i uključuju aktivnosti kao što su ručkovi, rekreacija, kupovina, razgledavanje, sastajanje sa drugima, kako bi popunila svoje aktivnosti u slobodno vrijeme i slično. Dok se primarni obično smatraju bitnijima, sekundarni se ipak često opisuju kao "vrijedniji".
Poslovni turizam može uključiti individualna putovanja i putovanja malih grupa, a odredišta mogu uvrstiti male do veće sastanke, uključujući konvencije i konferencije, sajmove i izložbe. U SAD-u, velika polovica poslovnog turizma uključuje prisustvovanje velikim sastancima određene vrste.
Većina turističkih objekata, kao što su zračne luke, restorani i hoteli, dijele se između turističkih i poslovnih turista, jer je sezonska razlika često očita (primjerice, poslovni turizam može koristiti te objekte u vrijeme koje je manje atraktivno za turiste koji putuju u svoje slobodno vrijeme, odnosno kada su vremenski uvjeti manje povoljni za odlazak na putovanje).
Poslovni turizam se može podijeliti na:  
- tradicionalna poslovna putovanja (sastanci) - namijenjeni su osobnim susretima s poslovnim partnerima na različitim lokacijama[2][10]
- motivirajuća putovanja - povlastica za posao, usmjerena na motiviranje zaposlenika (na primjer; otprilike trećina britanskih tvrtki koristi ovu strategiju za motiviranje radnika)[2][6]
- putujuća konferencija i izložba - namijenjena sudjelovanju na velikim skupovima. U procijenjenom broju od 14 000 konferencija diljem svijeta (za 1994.), primarna odredišta su Pariz, London, Madrid, Ženeva, Bruxelles, Washington, New York, Sydney i Singapur[2][11]

Riječi sastanci, aktivan odmor, konferencije i izložbe u kontekstu poslovnog turizma skraćeno se označavaju kao MICE.